# Sally Luterkort
Salli Luterkort, född 18 september 1884 i Kristianstad, död 14 maj 1927 i Sundsvalls församling, Sundsvall
, var en svensk jurist.
Sally Luterkort var son till affärsmannen Herman Luterkort. Efter mogenhetsexamen i Kristianstad 1903 blev Luterkort juris utriusque kandidat vid Lunds universitet 1907. Han tjänstgjorde 1910–1913 dels i Göta hovrätt, dels som tillförordnad domhavande och blev 1919 vice häradshövding. Efter förordnanden som revisionssekreterare och häradshövding utnämndes han 1926 till häradshövding i Medelpads östra domsaga. Han var från 1925 ledamot av Första kammaren och valdes 1927 till stadsfullmäktig i Sundsvall. Redan under studietiden i Lund anslöt sig Luterkort till socialdemokratiska arbetarepartiet. Han ämbetsutövning dominerades i hög grad av sociala synpunkter. I talrika riksdagsmotioner krävde han en omdaning av rättsförhållandena i riktning mot större social jämlikhet. Särskilt var han verksam för en social jordlagstiftning, som tryggade arrendatorernas rätt gentemot jordägarna. I försvarsfrågan var Luterkort avrustningsvän.